# Болдонов, Иннокентий Алексеевич
Иннокентий Александрович Болдонов (январь 1912 года — 3 февраля 2001 года) — советский партийный и государственный деятель, первый секретарь Усть-Ордынского Бурятского окружкома КПСС (1947—1958).

## Биография
С 1932 г. — руководитель боханских комсомольцев, вступает в КПСС.
С 1936 г. — политрук эскадрона кавалерийского полка и принимает участие в первых стычках на Халхин-Голе с японскими боевыми отрядами. А затем активное участие в мирном строительстве.
Затем на партийной работе — секретарь Усть-Ордынского Бурятского окрисполкома, председатель Боханского райисполкома, партийная работа.
С 1947 по 1958 гг. — первый секретарь Усть-Ордынского Бурятского окружкома КПСС.
Затем возглавлял межобластную группу комиссии государственного контроля, куда входила вся зона Восточной Сибири.